# Meesterklasse schaken 2008/09
Het Meesterklasse-seizoen 2008/09 was het 13e seizoen van de Meesterklasse, de hoogste Nederlandse schaakcompetitie voor clubteams. Er werd door tien teams gestreden om het clubkampioenschap van Nederland. De competitie werd gespeeld in een halve competitie. Elke vereniging speelde één keer tegen een andere vereniging.

## Eindstand en kruistabel[1]
| #   | Team                 | Ra   | Mp | Bp  | 1  | 2  | 3  | 4  | 5  | 6  | 7  | 8  | 9  | 10 |
| --- | -------------------- | ---- | -- | --- | -- | -- | -- | -- | -- | -- | -- | -- | -- | -- |
| 1.  | HSG                  | 2524 | 18 | 62½ | -- | 5½ | 5½ | 8½ | 7  | 5½ | 8½ | 6½ | 7½ | 8  |
| 2.  | Hotels.nl            | 2460 | 12 | 54  | 4½ | -- | 6  | 8½ | 6½ | 5  | 4½ | 6  | 5  | 8  |
| 3.  | HMC Calder           | 2404 | 12 | 52½ | 4½ | 4  | -- | 5½ | 4  | 7½ | 7½ | 5½ | 5½ | 8½ |
| 4.  | Utrecht              | 2410 | 12 | 44  | 1½ | 1½ | 4½ | -- | 5½ | 6½ | 6  | 5½ | 6  | 7  |
| 5.  | Schrijvers Rotterdam | 2437 | 11 | 47  | 3  | 3½ | 6  | 4½ | -- | 5  | 5½ | 5½ | 6  | 8  |
| 6.  | LSG                  | 2353 | 7  | 42½ | 4½ | 5  | 2½ | 3½ | 5  | -- | 5  | 5½ | 3½ | 8  |
| 7.  | ESGOO                | 2373 | 7  | 37½ | 1½ | 5½ | 2½ | 4  | 4½ | 5  | -- | 2½ | 5½ | 6½ |
| 8.  | Homburg Apeldoorn    | 2415 | 6  | 44  | 3½ | 4  | 4½ | 4½ | 4½ | 4½ | 7½ | -- | 5½ | 5½ |
| 9.  | Voerendaal           | 2353 | 5  | 42½ | 2½ | 5  | 4½ | 4  | 4  | 6½ | 4½ | 4½ | -- | 7  |
| 10. | BSG                  | 2235 | 0  | 23½ | 2  | 2  | 1½ | 3  | 2  | 2  | 3½ | 4½ | 3  | -- |

## Beste individuele uitslagen[1]
| #   | Naam               | Team                 | W  | N | Ro   | Tpr  | ΔR   |
| --- | ------------------ | -------------------- | -- | - | ---- | ---- | ---- |
| 1.  | Erik van den Doel  | HMC Calder           | 7½ | 9 | 2567 | 2699 | +132 |
| 2.  | Jan Smeets         | HSG                  | 7½ | 9 | 2593 | 2674 | +81  |
| 3.  | Daan Brandenburg   | Hotels.nl            | 6½ | 9 | 2431 | 2581 | +150 |
| 4.  | Wouter Spoelman    | HSG                  | 6½ | 9 | 2448 | 2590 | +142 |
| 5.  | Andrey Orlov       | Voerendaal           | 6  | 8 | 2501 | 2632 | +131 |
| 6.  | Jan Werle          | Hotels.nl            | 6  | 8 | 2591 | 2643 | +52  |
| 7.  | Niels Ondersteijn  | HMC Calder           | 6  | 9 | 2254 | 2443 | +189 |
| 8.  | Robin Swinkels     | Utrecht              | 6  | 9 | 2459 | 2585 | +126 |
| 9.  | Ilja Zaragatski    | Homburg Apeldoorn    | 6  | 9 | 2419 | 2511 | +92  |
| 10. | Friso Nijboer      | HSG                  | 6  | 9 | 2564 | 2496 | -68  |
| 11. | Dimitri Reinderman | Schrijvers Rotterdam | 5½ | 7 | 2537 | 2711 | +174 |
| 12. | Ivan Sokolov       | Hotels.nl            | 5½ | 7 | 2658 | 2688 | +30  |
| 13. | Jasper Broekmeulen | HMC Calder           | 5½ | 8 | 2325 | 2513 | +188 |
| 14. | Ruud Janssen       | HSG                  | 5½ | 8 | 2503 | 2496 | -7   |
| 15. | Christov Kleijn    | LSG                  | 5½ | 9 | 2238 | 2475 | +237 |
| 16. | Ivo Wantola        | Voerendaal           | 5½ | 9 | 2277 | 2462 | +185 |

Eerste klasse

1920/21 · 1921/22 · 1922/23 · 1923/24 · 1924/25 · 1925/26 · 1926/27 · 1927/28 · 1928/29 · 1929/30 · 1930/31 · 1931/32 · 1932/33 · 1933/34 · 1934/35 · 1935/36 · 1936/37 · 1937/38 · 1938/39 · 1939/40 · 1940/41 · 1941/42
Hoofdklasse

1942/43 · 1943/44 · 1944/45 · 1945/46 · 1946/47 · 1947/48 · 
1948/49 · 1949/50 · 1950/51 · 1951/52 · 1952/53 · 1953/54 · 1954/55 · 1955/56 · 1956/57 · 1957/58 · 1958/59 · 1959/60 · 1960/61 · 1961/62 · 1962/63 · 1963/64 · 1964/65 · 1965/66 · 1966/67 · 1967/68 · 1968/69 · 1969/70 · 1970/71 · 1971/72 · 1972/73 · 1973/74 · 1974/75 · 1975/76 · 1976/77 · 1977/78 · 1978/79 · 1979/80 · 1980/81 · 1981/82 · 1982/83 · 1983/84 · 1984/85 · 1985/86 · 1986/87 · 1987/88 · 1988/89 · 1990/91 · 1991/92 · 1992/93 · 1993/94 · 1994/95 · 1995/96
Meesterklasse

1996/97 · 1997/98 · 1998/99 · 1999/00 · 2000/01 · 2001/02 · 2002/03 · 2003/04 · 2004/05 · 2005/06 · 2006/07 · 2007/08 · 2008/09 · 2009/10 · 2010/11 · 2011/12 · 2012/13 · 2013/14 · 2014/15 · 2015/16 · 2016/17 · 2017/18· 2018/19 · 2019/20 · 2020/21 · 2021/22 · 2022/23 · 2023/24 · 2024/25